# Székely Orsolya
Székely Orsolya (Budapest, 1947. április 11. –) Balázs Béla-díjas magyar filmrendező, forgatókönyvíró, producer.

## Életpályája
Székely Ádám és Löcherer Edit gyermekeként született.
1982–1984 között Gleb Panfilov meghívására a moszkvai Filmművészeti Főiskola diákja volt. Aspiránsként színészvezetés mesterségével foglalkozott a Szergej Geraszimov és Tamara Makarova által vezetett évfolyamban.
Zolnay Pál munkatársaként 1967-től 22 éven át a Mafilm rendezőasszisztense volt. 1970-től 27 évig a Magyar Televízióban rendezett. 1992–95 között az Óbuda Tv művészeti vezetője és társtulajdonosa. 1997 óta független producer az IKON Stúdió Kft. ügyvezetője, az IKON Stúdió Közhasznú Egyesület elnöke. 2004-2006 között a Magyar Producerek Szövetségének vezetőségi tagja volt. 2005–2011-ig a Magyar Mozgóképrendezők Céhének elnök-helyettese, majd elnöke volt. 2007–2010 között a Magyar Filmszemle szervezőbizottságának tagjaként szervezte a Vidéki Filmszemlét. Munkásságáért 2001-ben Balázs Béla-díjjal tüntették ki.

## Filmjei

### Forgatókönyvíróként
- Fotográfia (1973)
- Sámán (1974-1976) (rendező is)
- Nomen est omen - Fejezetek a Széchényi család történetéből (1990-1991) (rendező is)
- Ikonosztáz (1998-2004) (rendező, színész és producer is)
- Öreganyáink tudománya (2004) (rendező is)
- Növénygyűjtemény - Domonyvölgy (2004) (rendező is)
- Cserfa (2006)(rendező is)
- Nap jön a menny hajlatán - Bioenergia és vidékfejlesztés (2006-2007) (rendező is)
- Zöldbáró (2008) (rendező is)
- Keskeny a barázda (2008) (rendező is)

### Rendezőként
- Hajnalban indultunk (1973)
- A népművészet mesterei (1974-1980)
- A magyarok elődeiről és a honfoglalásról (1974-1976)
- Regősének – Nagy László (1975)
- Korok művészete – magyar középkor, magyar reneszánsz, reformkor (1978-1980)
- Áttűnések – Markó Iván (1980)
- Könyörgés (1983)
- Széchenyi-trilógia:  Széchenyi & Szechenyi (1989) Nomen est Omen (1991), Ó, Szent Nemezis! (1992)
- Közjáték – Széchenyi, Eckhart mester, Tolsztoj (1992-1993)
- A Modell – Inna Csurikova (1987)
- Lélek, el ne hibázd! – Képek a túlvilágról (1987)
- A félkegyelmű – Szmoktunovszkij (1993)
- Ösvény a világ tetején – Kőrösi Csoma Sándor (1996)
- Magyarok cselekedetei (1996-1997)
- IKONOSZTÁZ – magyarországi hittörténet (2000)
- Hittörténeti archívum – Búcsújáróhelyek (2002)
- Gondolatok a vallásos világkép női princípiumáról (2003)